# Frederic Leighton
Frederic Leighton, 1. baron Leighton (ur. 3 grudnia 1830 w Scarborough, zm. 25 stycznia 1896 w Londynie) – brytyjski malarz i rzeźbiarz, czołowy przedstawiciel wiktoriańskiego klasycyzującego akademizmu. Malował kompozycje historyczne, mitologiczne i alegorie, jego prace nawiązywały do sztuki antyku i renesansu. Wykonywał również rzeźby z brązu.

## Życiorys
Urodził się w bogatej rodzinie londyńskich biznesmenów, wiedzę zdobywał w University College School. Naukę kontynuował w Europie, studiował we Florencji w Accademia di Belle Arti, w Rzymie i Frankfurcie. W latach 1855–1859 przebywał w Paryżu, gdzie poznał Ingresa, Delacroix, Corota i Milleta.
Po powrocie do Londynu w 1860 zainteresował się twórczością prerafaelitów, z którymi był luźno związany. W 1864 został członkiem Royal Academy, a od 1878 do śmierci był prezydentem Królewskiej Akademii. Otrzymał m.in. godność Knight Bachelor oraz tytuł baroneta. W 1888 odznaczony Pour le Mérite za Naukę i Sztukę.W 1894 nagrodzony Royal Gold Medal. 24 stycznia 1896, czyli dzień przed śmiercią został 1. baronem Leighton i otrzymał tytuł para.
Artysta pozostawił po sobie bogatą i różnorodną twórczość. Malował obrazy inspirowane antykiem, tworzył portrety i ilustracje. Zajmował się też rzeźbą – jego najbardziej znanym dziełem jest Atleta walczący z Pytonem (1874–1877). W jego domu Kensington mieści się obecnie muzeum.

## Prace
- Death of Brunelleschi, 1852

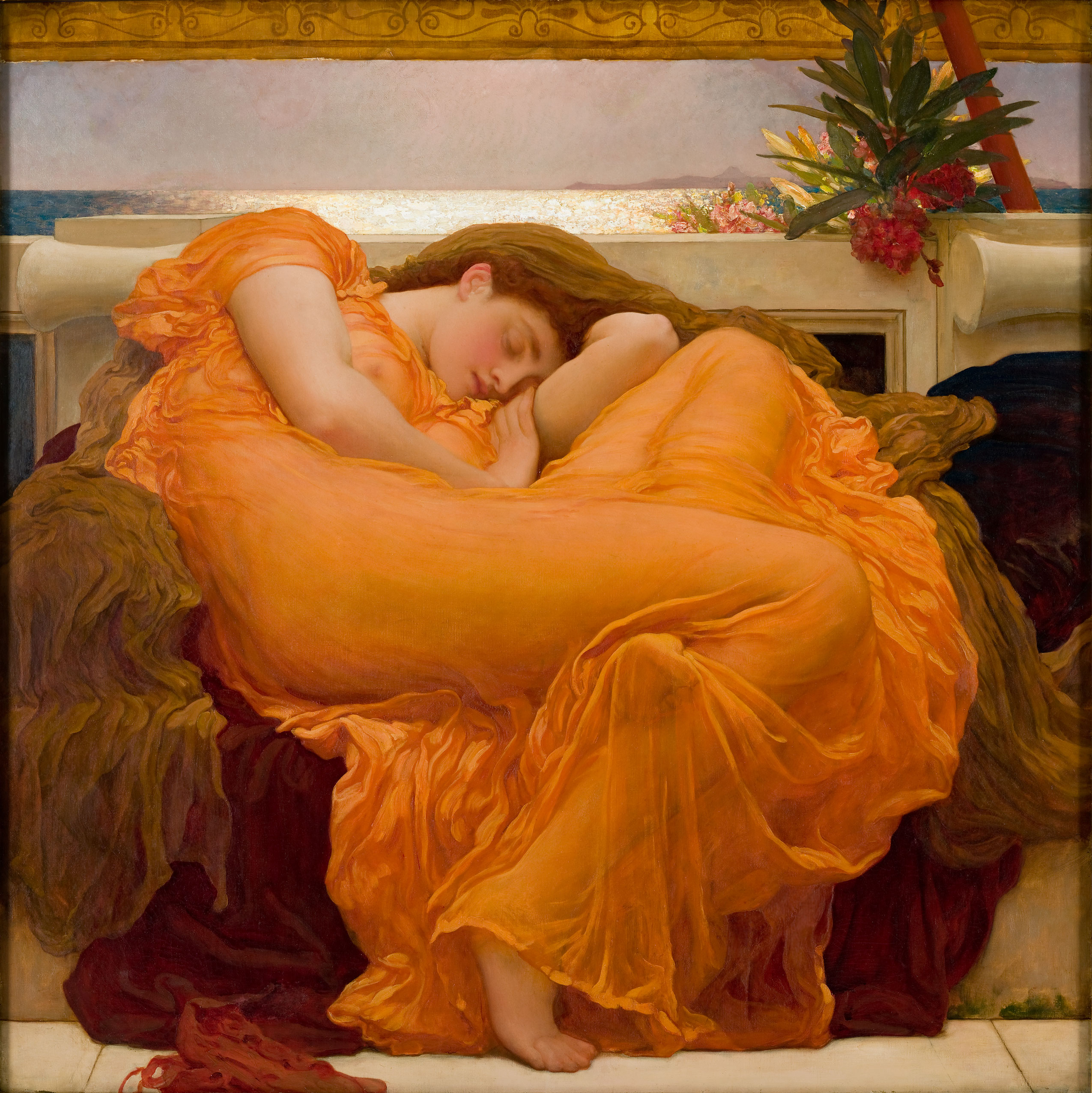
Flaming June (1895)

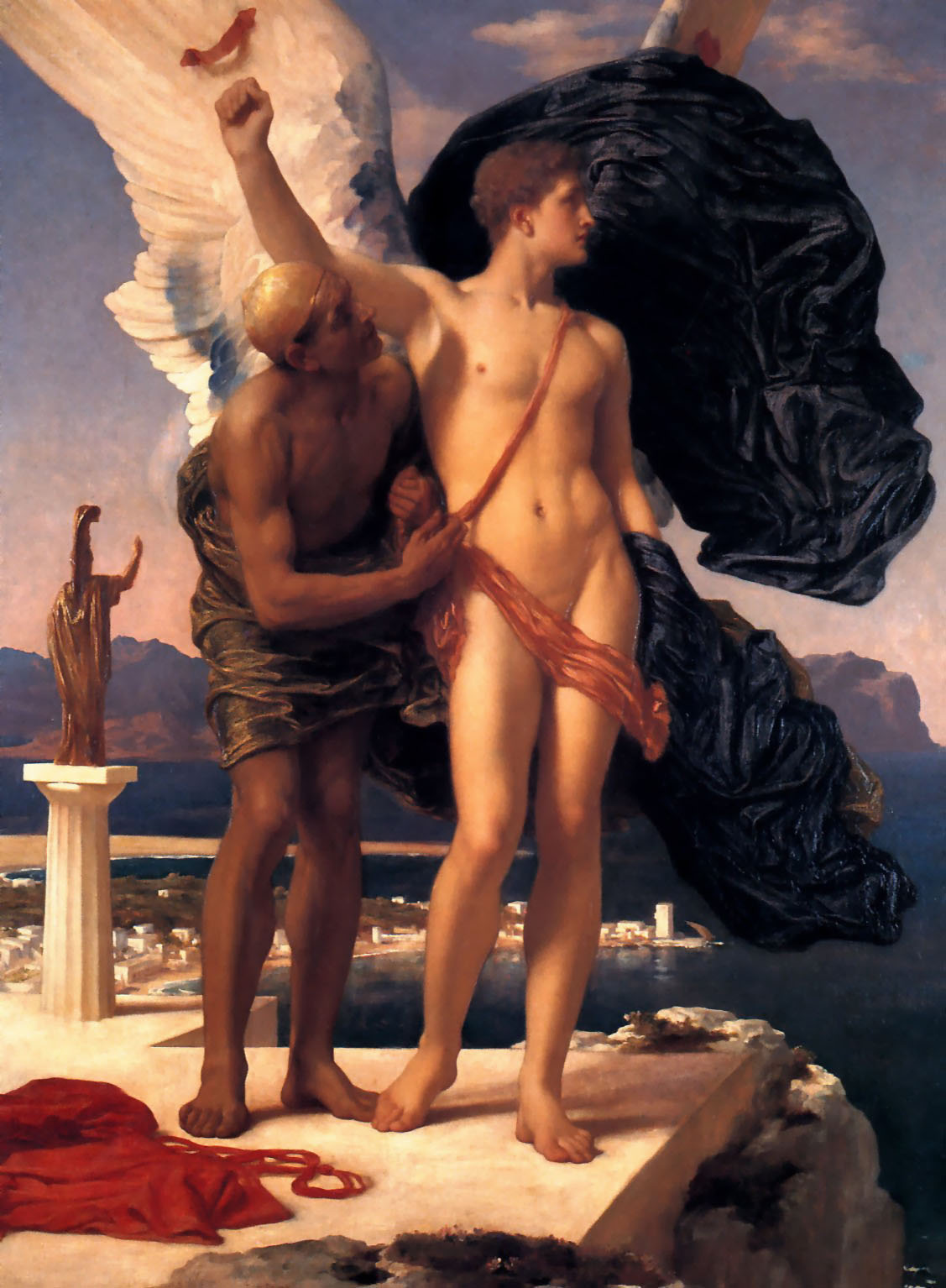
Ikar i Dedal (1869)

- The Fisherman and the Siren, ok. 1856–1858
- The Painter’s Honeymoon, ok. 1864
- Orfeusz i Eurydyka, 1864
- Mother and Child, ok. 1865
- Daedalus and Icarus, ok. 1869
- Hercules Wrestling with Death for the Body of Alcestis, 1869–71
- Greek Girls Picking up Pebbles by the Sea, 1871
- Music Lesson, ok. 1877
- Nausicaa, ok. 1878
- Winding the Skein, ok. 1878
- Light of the Harem, ok. 1880
- Wedded, ok. 1881–1882
- Captive Andromache, ok. 1888
- The Bath of Psyche, ok. 1889–90
- The Garden of the Hesperides, ok. 1892
- Flaming June, 1895
- The Armlet
- Phoebe
- A Bather

### Galeria

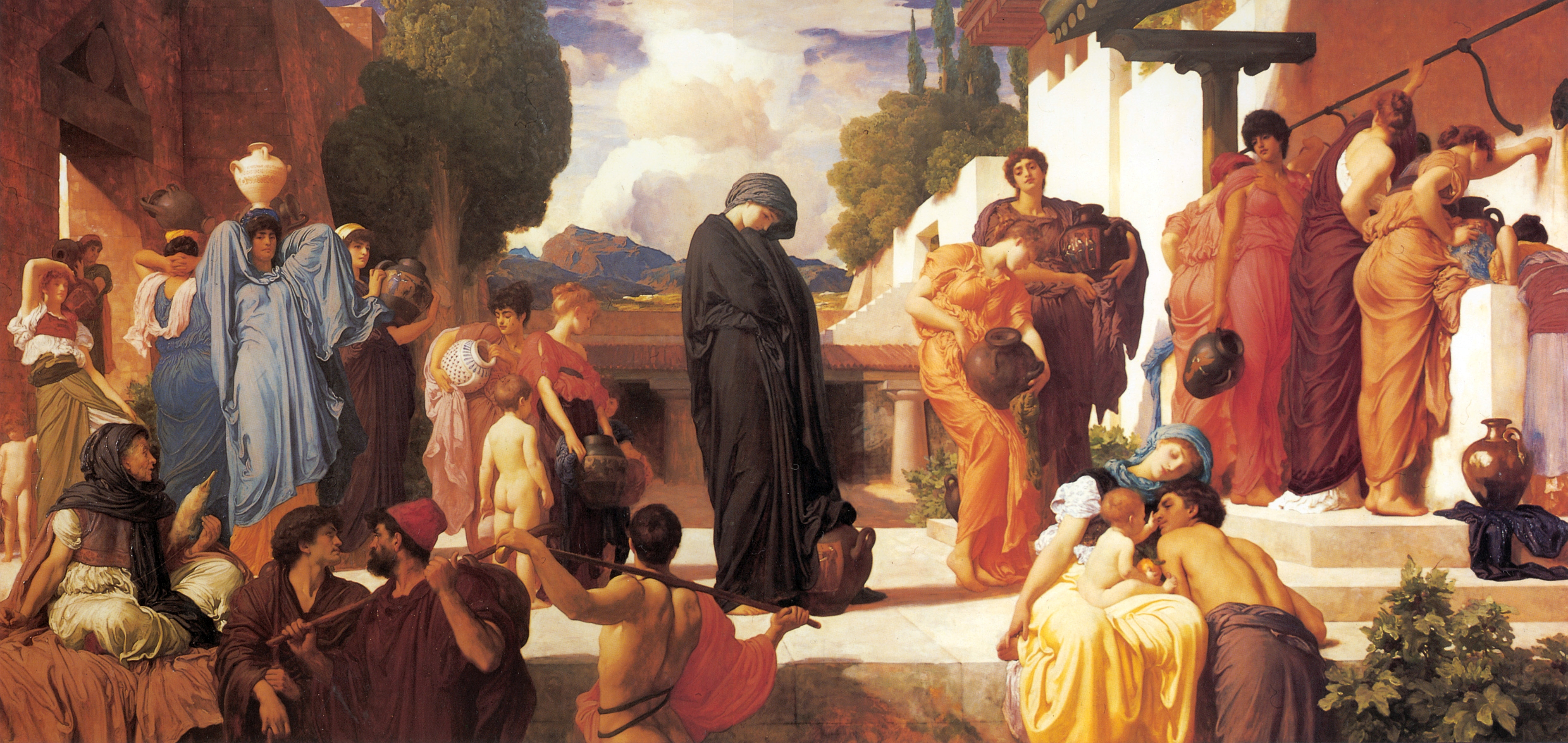
Captive Andromache
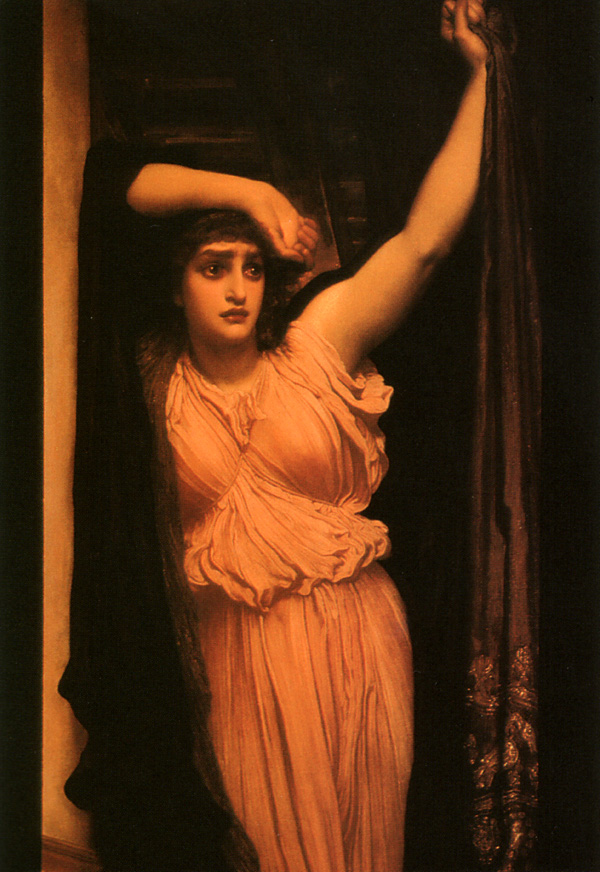
The Last Watch of Hero
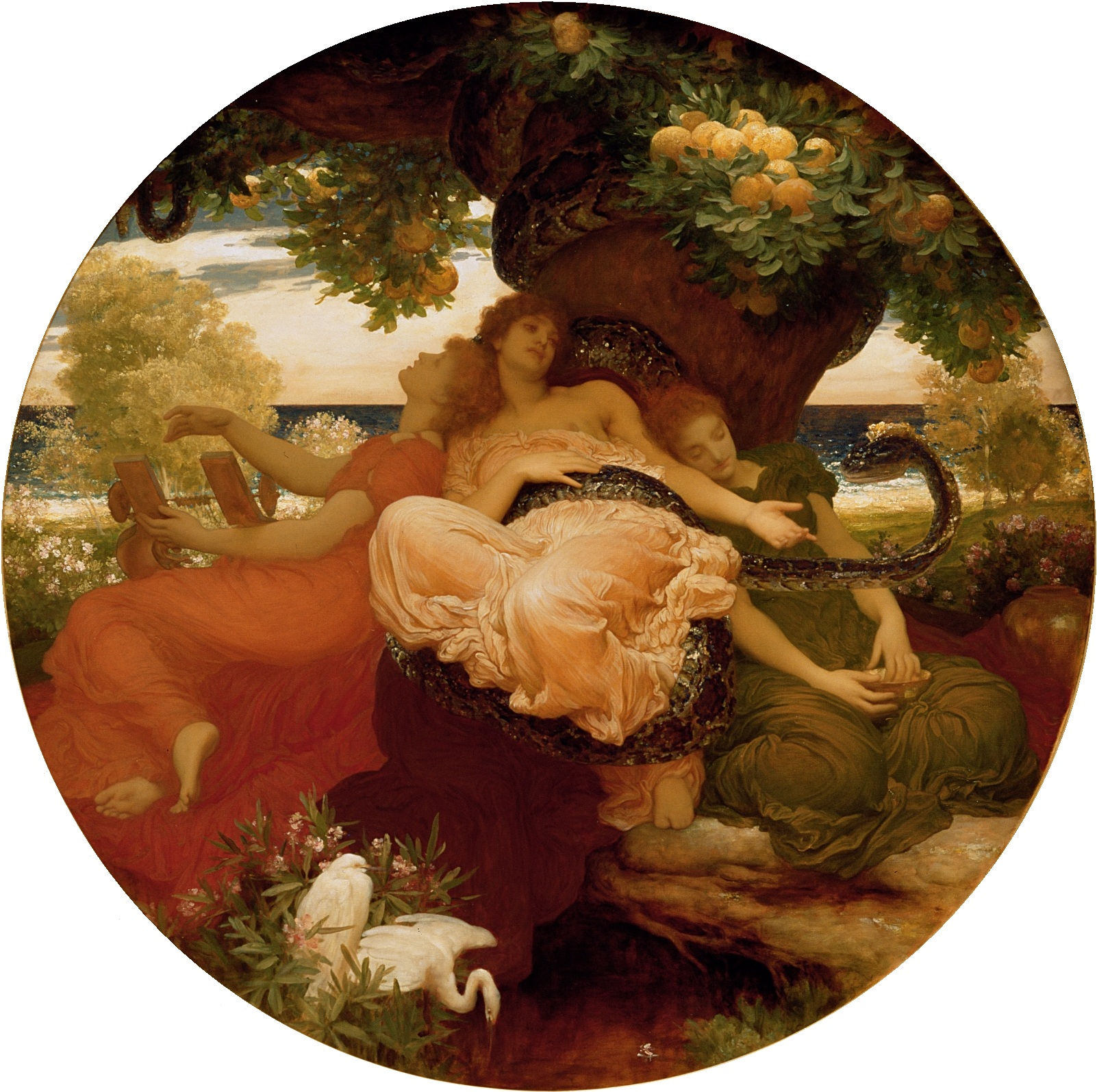
The Garden of the Hesperides
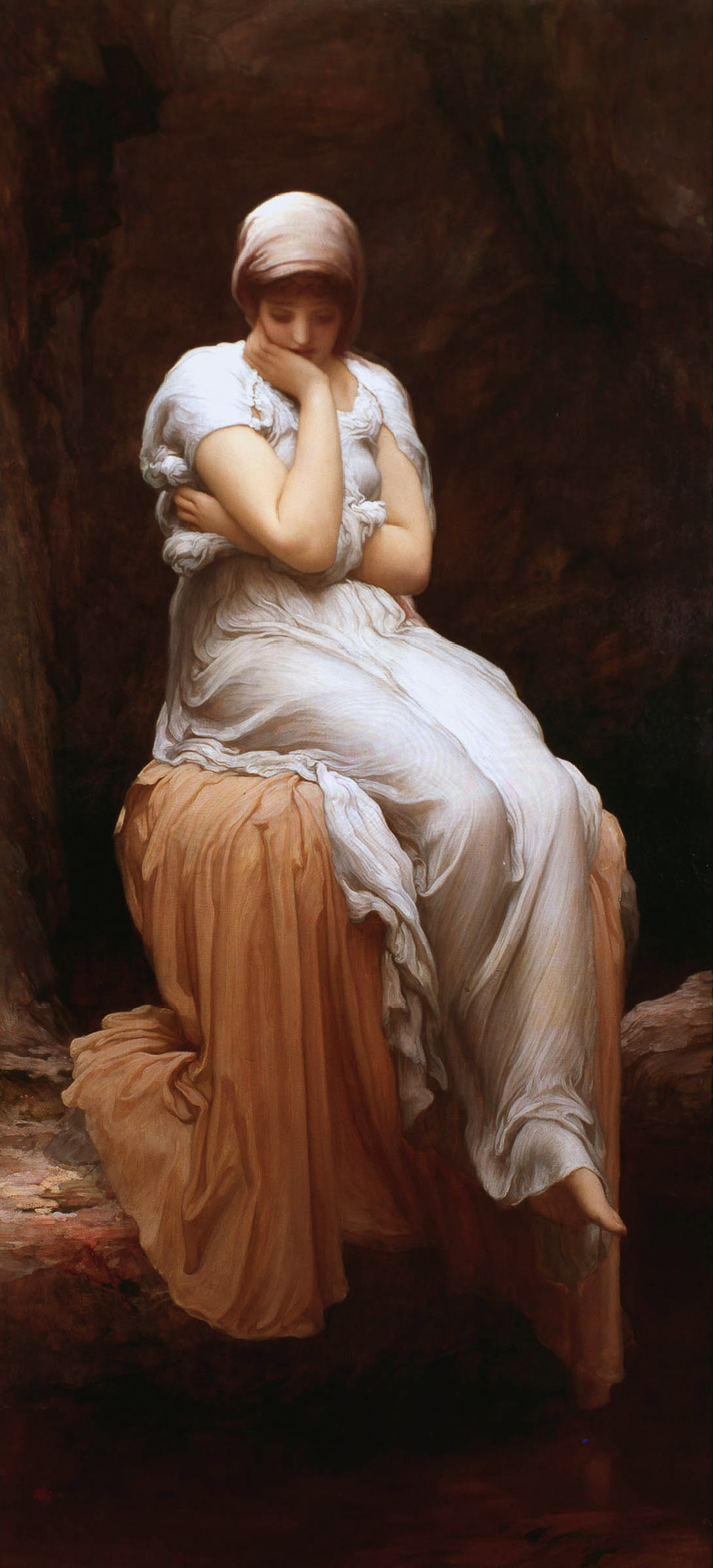
Solitude
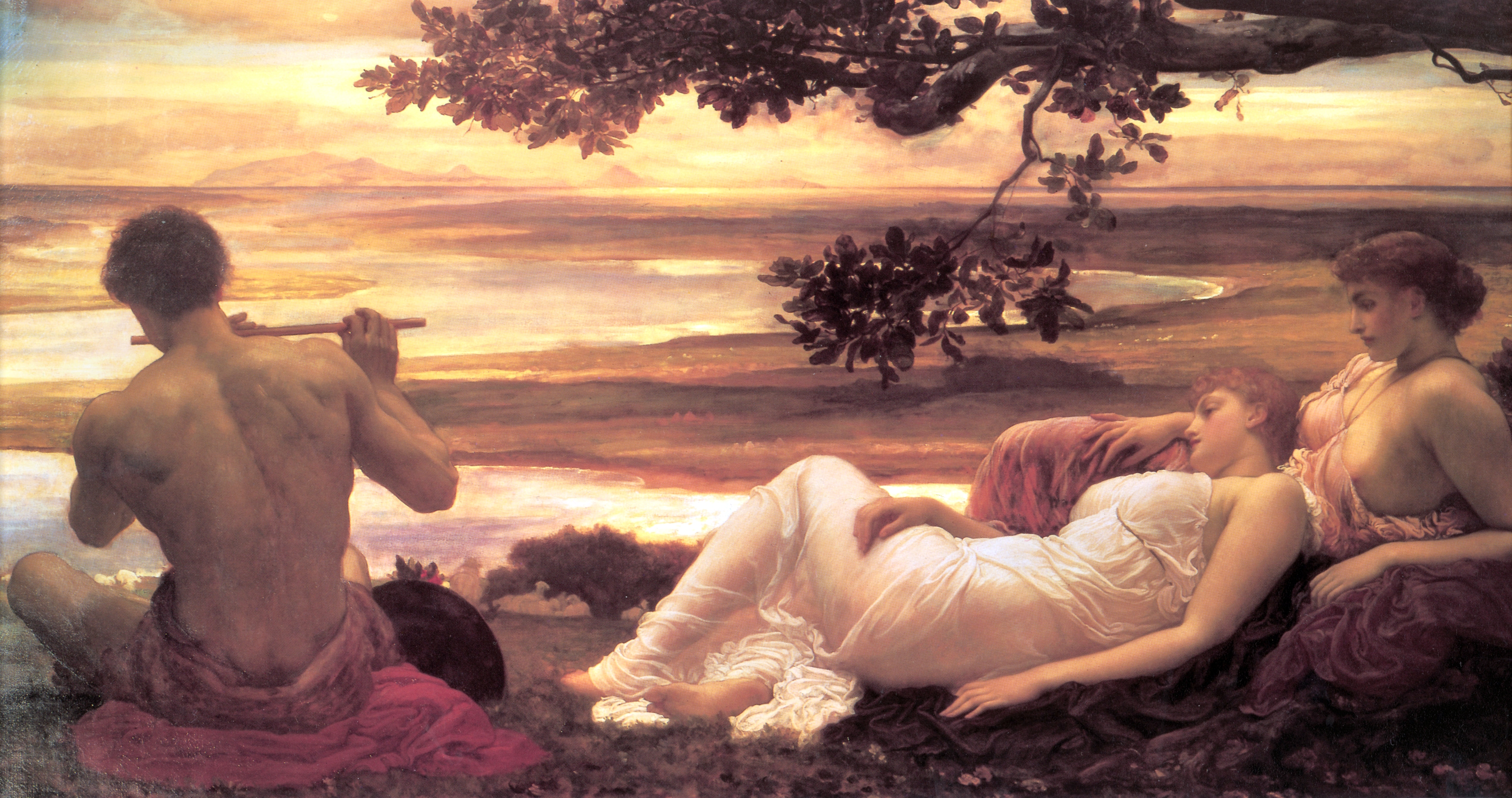
Idyll